# P. J. Lynch
Pour les articles homonymes, voir Lynch.
Patrick James Lynch né le 2 mars 1962 et connu sous sa signature P. J. Lynch, est un illustrateur jeunesse irlandais.

## Biographie
Né à Belfast, Lynch est le plus jeune des cinq enfants de la famille. Il s'intéresse très tôt à l'art et choisit notamment de passer ses heures de temps libre à l'école dans la section d'art. Il étudiera ensuite au Brighton College of Art vers 1984.
Le premier livre illustré par Lynch publié en 1986 sera une collection de contes d'Angleterre et du Pays de Galles, écrits par Alan Garner et nommé A Bag of Moonshine . Ce fut le début d'une production de livres basés sur les histoires traditionnelles, les légendes et les contes de fées. Son premier livre fut récompensé d'un Mother Goose Award.
The Christmas Miracle of Jonathan Toomey (écrit par Susan Wojciechowski), édité en 1995, s'est avéré très populaire avec des ventes aux États-Unis dépassant un million de copies. Ce succès fut récompensé de la Médaille Kate-Greenaway ainsi que la médaille de Christopher. James Earl Jones enregistra une lecture du conte qui fut nommé au Grammy Award et en fit l'adaptation au cinéma en 2007.
Parmi ses autres activités, Lynch a notamment peint des fresques pour le Opera Ireland et le Abbey Theatre. Il a également dessiné à plusieurs reprises des timbres pour An Post.
Il est sélectionné à plusieurs reprises pour le prix international décerné tous les deux ans par l'IBBY, le Prix Hans Christian Andersen, dans la catégorie Illustration, en 2000, 2006, 2010 et 2014.
De 2019 à 2022, il est sélectionné durant quatre années d'affilée pour le prestigieux prix suédois, le Prix commémoratif Astrid-Lindgren.

## Sélection d'ouvrages
- A Bag of Moonshine (Alan Garner)
- Raggy Taggy Toys (Joyce Dunbar)
- Mélisande (E. Nesbit)
- Fairy Tales of Ireland (William Butler Yeats)
- À l'est du soleil, à l'ouest de la lune - East o' the Sun and West o' the Moon (traduit par George W. Dasent)
- L'Inébranlable soldat de plomb - The Steadfast Tin Soldier (Hans Christian Andersen)
- Au royaume des contes de fées - The Candlewick Book of Fairy Tales (Sarah Hayes)
- La Reine des neiges - The Snow Queen (Hans Christian Andersen)
- Chaton - Catkin (Antonia Barber)
- The Christmas Miracle of Jonathan Toomey (Susan Wojciechowski) (adapté au cinéma sous le titre Jonathan Toomey : Le miracle de Noël)
- The King of Ireland's Son (Brendan Behan)
- Le Grand Voyage - When Jessie Came Across the Sea (Amy Hest)
- An ABC Picture Gallery (P.J. Lynch)
- Écoute les voix de la terre - Grandad's Prayers of the Earth (Douglas Wood)
- The Names Upon the Harp: Irish Myth and Legend (Marie Heaney)
- Ignis, l'apprenti dragon - Ignis (Gina Wilson)
- L'Homme qui aimait les Abeilles - The Bee-Man of Orn (Frank R. Stockton)
- Un chant de Noël - A Christmas Carol (Charles Dickens)
- Le Cadeau des Rois Mages - The Gift of the Magi (O. Henry)
- Lincoln and His Boys (Rosemary Wells)

## Prix et distinctions
- Mother Goose Award[8]
- Médaille Christopher à trois reprises[8]
- Irish Bisto Book of the Year Award[8]
- Médaille Kate-Greenaway 1995[8] pour ses illustrations de The Christmas Miracle of Jonathan Toomey, sur un texte de Susan Wojciechowski
- Médaille Kate-Greenaway[8] 1997 pour ses illustrations de When Jessie Came Across the Sea, sur un texte de Amy Hest
- Sélection Prix Hans Christian Andersen[6], dans la catégorie Illustration, en 2000, 2006, 2010 et 2014.
- Sélection pour le Prix commémoratif Astrid-Lindgren de 2019 à 2022[7]
- Finaliste Irish Children's Book 2023[8] pour Three Tasks for a Dragon, texte de Eoin Colfer